# Кецелу
Кецелу (рум. Cățelu) — село у повіті Ілфов в Румунії. Входить до складу комуни Гліна.
Село розташоване на відстані 10 км на схід від Бухареста, 147 км на південь від Брашова.

## Населення
За даними перепису населення 2002 року у селі проживали 2497 осіб. Рідною мовою 2494 особи (99,9%) назвали румунську.
Національний склад населення села:
| Національність | Кількість осіб | Відсоток |
| -------------- | -------------- | -------- |
| румуни         | 2457           | 98,4%    |
| цигани         | 38             | 1,5%     |